# Michael Ruppert
Michael C. Ruppert, (3 de febrero de 1951, Washington, D.C. – 13 de abril de 2014, Calistoga, California) fue un oficial de policía, escritor, periodista de investigación y músico estadounidense fundamentalmente conocido por su libro de 2004, Crossing The Rubicon: The Decline of the American Empire at the End of the Age of Oil, donde señalaba las negativas consecuencias que, en su opinión, se desencadenarían de forma global como consecuencia de llegar al pico del petróleo. Desde 1999 a 2006, fue el editor de From The Wilderness, sitio web y boletín que cubrió asuntos de política internacional, la CIA, pico del petróleo, libertades civiles, drogas, etcétera y que llegó a tener 22.000 suscriptores.
En 2009, Ruppert fue el protagonista de un muy divulgado documental, Collapse, que mostraba en entrevista personal, sus puntos de vista sobre la crisis económica, y las dramáticas consecuencias de la progresiva escasez y encarecimiento del crudo sobre el futuro de la Tierra.
Como músico, Ruppert fue miembro de la banda New White Trash.
Ruppert fue encontrado muerto el 13 de abril de 2014, junto a su domicilio, con un disparo en la cabeza. Una nota de suicidio fue encontrada. Sin embargo es muy probable que lo asesinaran.

## Libros
- Ruppert, Michael C. (2004). Crossing the Rubicon: The Decline of the American Empire at the End of the Age of Oil. New Society Publishers. ISBN 0-86571-540-8.
- Ruppert, Michael C. (2009a). A Presidential Energy Policy: Twenty-Five Points Addressing the Siamese Twins of Energy and Money. Los Angeles: New World Digital Publishing. ISBN 978-0578021560.
- Ruppert, Michael C. (2009b). Confronting Collapse: The Crisis of Energy and Money in a Post Peak Oil World. Chelsea Green Publishing. ISBN 978-1-60358-264-3.